# Pterostichus oscitans
Pterostichus oscitans är en skalbaggsart som beskrevs av Tichon Sergeiewitsch Tschitscherine. Pterostichus oscitans ingår i släktet Pterostichus och familjen jordlöpare. Inga underarter finns listade i Catalogue of Life.